# American Football Association
L'American Football Association (AFA) est une ancienne fédération américaine fondée en 1884 et rejoignant l’USFA en 1913, regroupant les clubs de soccer des États-Unis et organisant certaines compétitions nationales et les matchs internationaux, encore non officiels, de la sélection américaine.

## Histoire
L'American Football Association est la première tentative de former une fédération nationale de soccer. La AFA est la seconde organisation sportive la plus ancienne aux États-Unis après la Ligue nationale de baseball en 1876, ainsi que la plus ancienne ligue de soccer au pays.
Présidée par Thomas Hood, l'association est formée en 1884 avec le but de standardiser les règles et procédures du jeu aux États-Unis. La AFA s'est associée à la Fédération anglaise de football (FA) le 22 février 1909 à une réunion de la FA dirigée par John Charles Clegg et intègre ainsi les principes anglais dans ses procédures. Progressivement, la ligue s'étend vers le sud du pays, intégrant des équipes de Pennsylvanie, du Massachusetts ou encore du Rhode Island.
Dans le cadre de son mandat, la AFA organise à la fois un championnat et une coupe nationale, en plus de superviser les activités des ligues régionales. En 1884, l'association instaure la première coupe nationale aux États-Unis avec la création de l'American Cup qui, pour plusieurs décennies, constitue la compétition la plus reconnue dans le soccer américain. Pourtant, le déclin de l'American Cup est inévitable, celle-ci étant monopolisée par les équipes du nord-est américain alors que le soccer se développe à travers tout le pays.
Malgré tout, la faiblesse de la AFA et son refus de développer ses activités dans le sud de la Nouvelle-Angleterre. Puis, quand un mouvement débute afin de réclamer l'instauration d'une nouvelle organisation nationale en 1911, la AFA se trouve confrontée à l'American Amateur Football Association (AAFA), une fédération qui prend rapidement une envergure nationale, s'étendant au-delà du nord-est du pays. Tandis que la AFA tente d'obtenir une reconnaissance officielle de la part de la FIFA, plusieurs organisations membres font défection pour rejoindre la AAFA en 1912. Cette dernière devient alors la United States Football Association, recevant la reconnaissance de la FIFA le 5 avril 1913. La AFA continue pourtant d'organiser l'American Cup jusqu'en 1924, période où la compétition est surpassée par la National Challenge Cup et la National Amateur Cup.